# Goldfasan
Der Goldfasan (Chrysolophus pictus) ist eine Hühnervogelart aus der Familie der Fasanenartigen. Der Hahn dieser Art gehört mit seiner goldgelben Haube und dem ebenso gefärbten Bürzel, der intensiv roten Unterseite und den grün und blau schimmernden Partien an Rücken und Flügeln zu den farbenprächtigsten Fasanen. Die Henne ist überwiegend beigebraun und schwarz gebändert. Das natürliche Verbreitungsgebiet liegt im mittleren China, wo der Goldfasan subtropische Bergdschungel bis in 2500 m Höhe bewohnt. Eingebürgerte Populationen gibt es in Großbritannien.

## Beschreibung

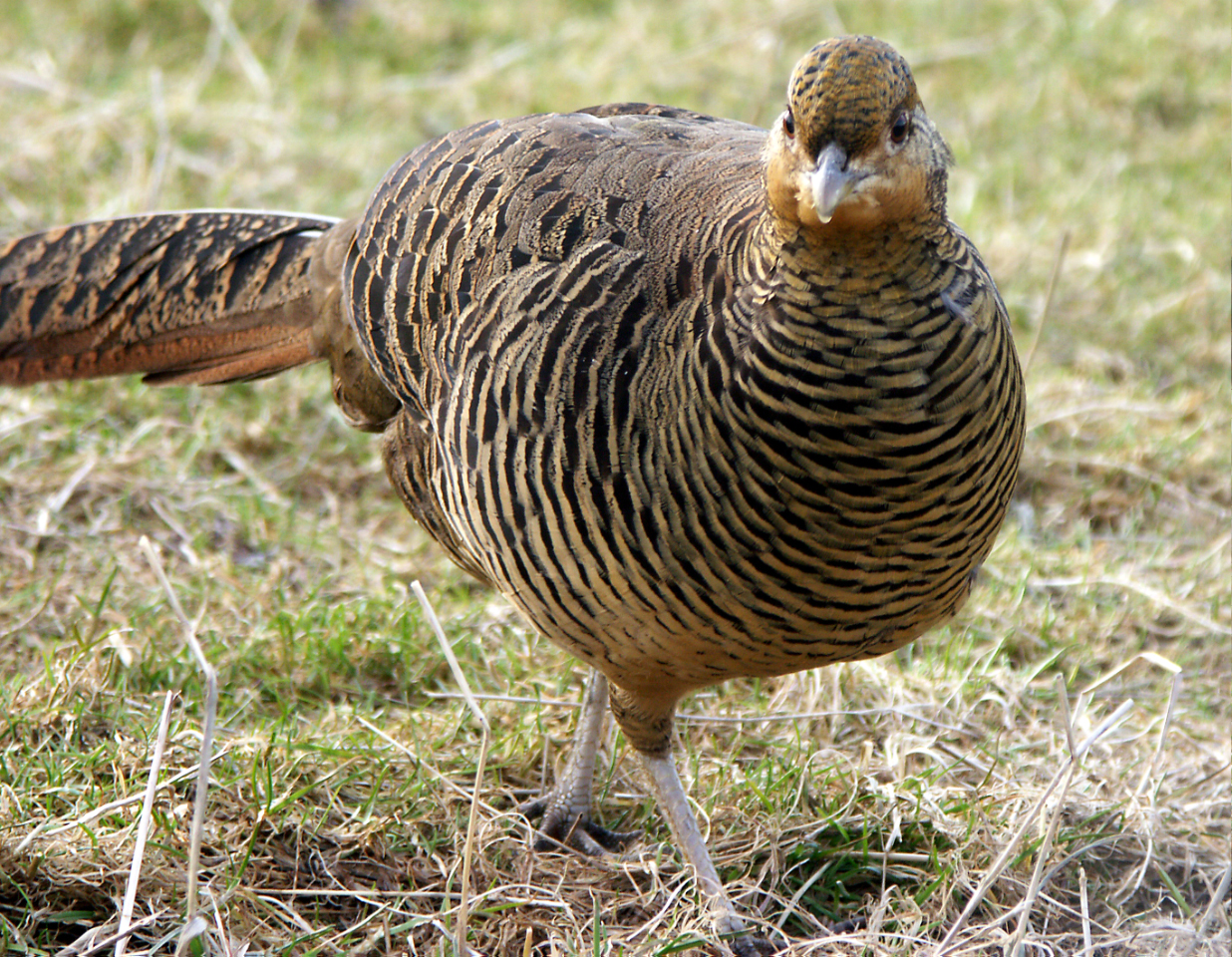
Henne des Goldfasans

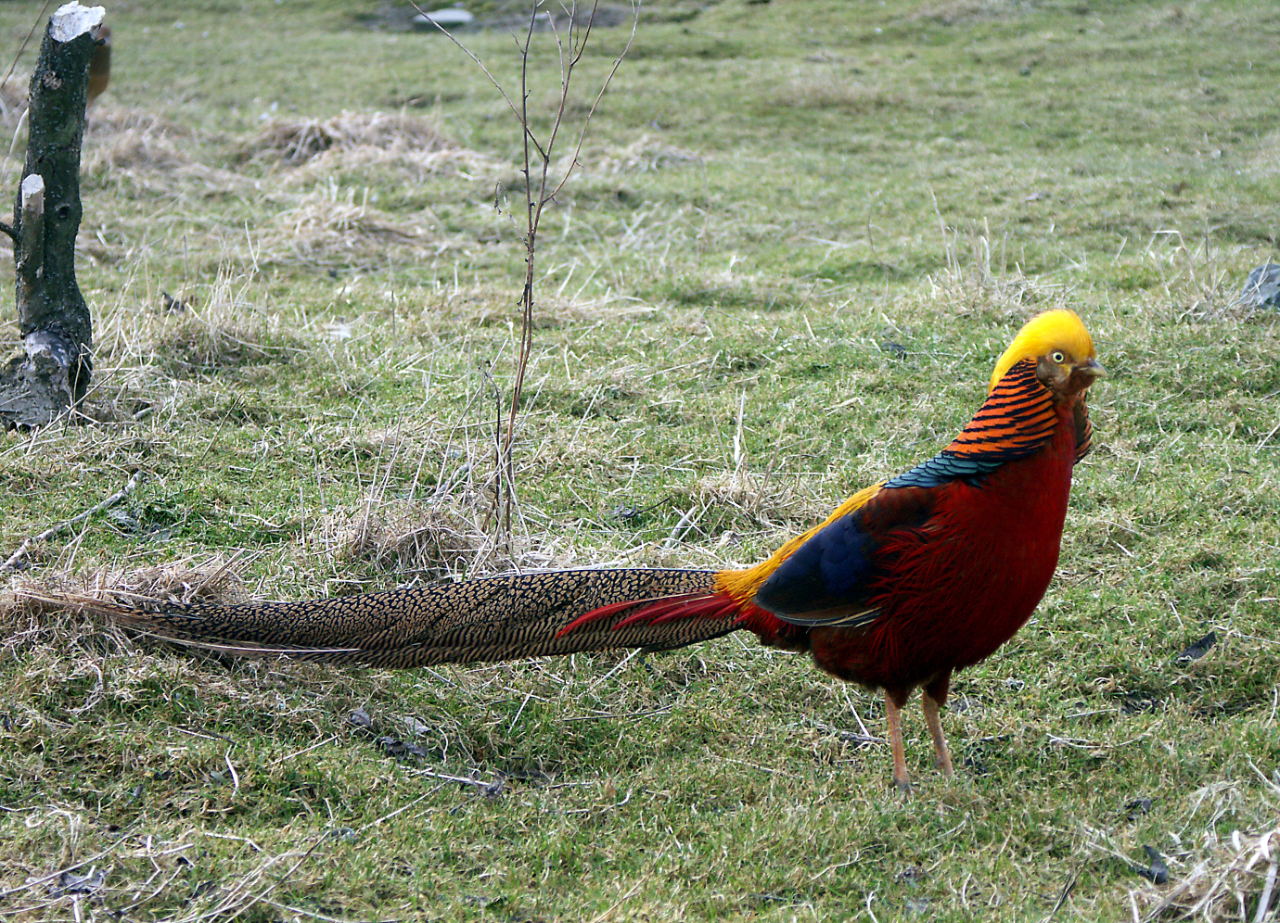
Hahn des Goldfasans

Die Körperlänge des Hahns beträgt etwa 100 cm, davon entfallen etwa 77–79 cm auf den Schwanz. Die Flügellänge liegt zwischen 190 und 200 mm, das Gewicht zwischen 700 und 800 g. Die Henne wird etwa 60 cm lang, der Schwanz misst 35–37 cm. Die Flügellänge beträgt 165–180 mm, das Gewicht etwa 700 g.
Der Oberkopf des Hahns ist glänzend goldgelb und trägt eine langfedrige Haube, die bis in den Nacken fällt. Die unbefiederte Partie um das Auge ist im Unterschied zu anderen Fasanen gelbbraun und wenig ausgedehnt. Die Iris ist hellgelb, der Schnabel gelblich hornfarben. Die rechteckigen, unten nur leicht gerundeten Federn des für die Gattung typischen „Kragens“ sind orangegelb mit schwarzem Saum, mittiger schwarzer Binde und einer orangebraunen Basis. Die gesamte Unterseite ist intensiv dunkelrot, Kinn und Kehle sowie die Bauchmitte und das Schenkelgefieder etwas ins Bräunlichere spielend. Die metallisch dunkel türkisgrünen Federn des vorderen Rückens sind breit, am Ende leicht gerundet und schwarz gesäumt. Sie zeigen zum Ende hin einen goldenen Schimmer. Übriger Rücken, Bürzel und Oberschwanzdecken sind intensiv gelb, weniger glänzend und etwas heller als der Oberkopf. Die seitlichen Bürzelfedern sind an der Spitze rot, die hinteren Oberschwanzdecken bis zu 25 cm lang, lanzettlich mit roter Spitze und einem basalen Teil, der die Musterung der beiden mittleren Steuerfedern zeigt. Diese sind im Querschnitt dachförmig und tragen ein feines Muster aus braunbeigen, runden Flecken auf schwarzem Grund. Die übrigen Schwanzfedern sind braun und bis auf die einfarbige Spitze schwarz quergewellt. Die schwarzbraunen Handschwingen sind rostgelb, die inneren Armschwingen rotbraun gesäumt. Die inneren Armschwingen und die Schirmfedern glänzen metallisch dunkelblau. Die Oberflügeldecken sind auf rotbraunem Grund dunkel fleckig, der Fittich ist bräunlich rot. Die Beine sind gelblich hornfarben.
Bei der Henne ist die unbefiederte Augenregion gelbbraun und wenig ausgedehnt. Die Iris ist braun, der Schnabel gelblich hornfarben mit dunkler Basis. Das Körpergefieder ist überwiegend beigebraun und schwarz gebändert. Auf Oberkopf und Hals ist die Bänderung fein, der Grundton gelblichbraun, die Spitzen teils blau metallisch glänzend. Kinn und Kehle sind ungebändert hell. Auf dem vorderen Rücken ist die Bänderung auf rötlichbraunem Grund breit. Die Unterseite ist hell gelblich beige mit einer breiten, schwarzen Bänderung an Brust, Flanken und Unterschwanzdecken, die zur Bauchmitte hin feiner wird und ausläuft. Unterrücken, Bürzel und Oberschwanzdecken sind auf braunem Grund fein kritzelig bemustert. Die Schwingen sind braun mit heller gelblichen Flecken auf der Außen- und heller rötlich braunen Bändern auf der Innenfahne. Zu den Armschwingen hin werden letztere gelblicher, die Schaftbereiche sind rötlich und dunkel punktiert. Die Steuerfedern sind überwiegend rotbraun mit einer undeutlichen Fleckung, das mittlere Steuerfederpaar ist auf braunem Grund gelblichbraun-schwarz gebändert und bekritzelt. Die Zeichnung wird zu den Spitzen hin heller. Die Füße sind gelblich hornfarben.

## Stimme
Der laute, rau metallische Revierruf des Hahnes (Hörbeispiel) wird mit dem Wetzen einer Sense verglichen. Er wird ein- oder zweisilbig in kurzen Abständen vorgetragen und trägt sehr weit. Der Erregungsruf beider Geschlechter (Hörbeispiel) ist ein einfaches oder gereihtes pwii oder pwitt, das je nach Situation in Tonhöhe, Intensität und Härte variieren kann. Der Drohlaut ist hoch wimmernd, der Kontaktruf des Hahnes ein an das Perlhuhn erinnerndes, weiches Glucksen. Bei Bodenfeinden stößt die Henne ein glucksendes tluck tluck aus und bei Luftfeinden ein leises, weiches Miauen. Der Angst- und Alarmruf ist ein schrilles iiiihhh. Neben zischenden und quiekenden Lauten, die bei der Balz zu hören sind, äußert der Hahn beim Balzfüttern ein weiches, haushuhnähnliches oor oor als Lockruf.

## Verbreitung und Bestand
Die monotypische Art kommt im mittleren China vor. Die Verbreitung reicht dort vom südöstlichen Qinghai und Gansu bis zum Qin Ling in Shaanxi, südwärts über den Osten Sichuans, Hubei, Guizhou und Hunan bis in den Nordosten Yunnans und den Norden Guangxis. Über die Bestandsgröße ist wenig bekannt, vermutlich ist sie aber aufgrund zunehmender Zersiedelung der Lebensräume rückläufig. Die IUCN sieht die Art aber aufgrund ihres großen Verbreitungsgebiets und dem offenbar nicht allzu schnell voranschreitenden Rückgang als „ungefährdet“ (least concern) an. In England, Wales und dem südlichen Schottland kommt die Art an mehreren Orten freilebend vor.

## Lebensweise

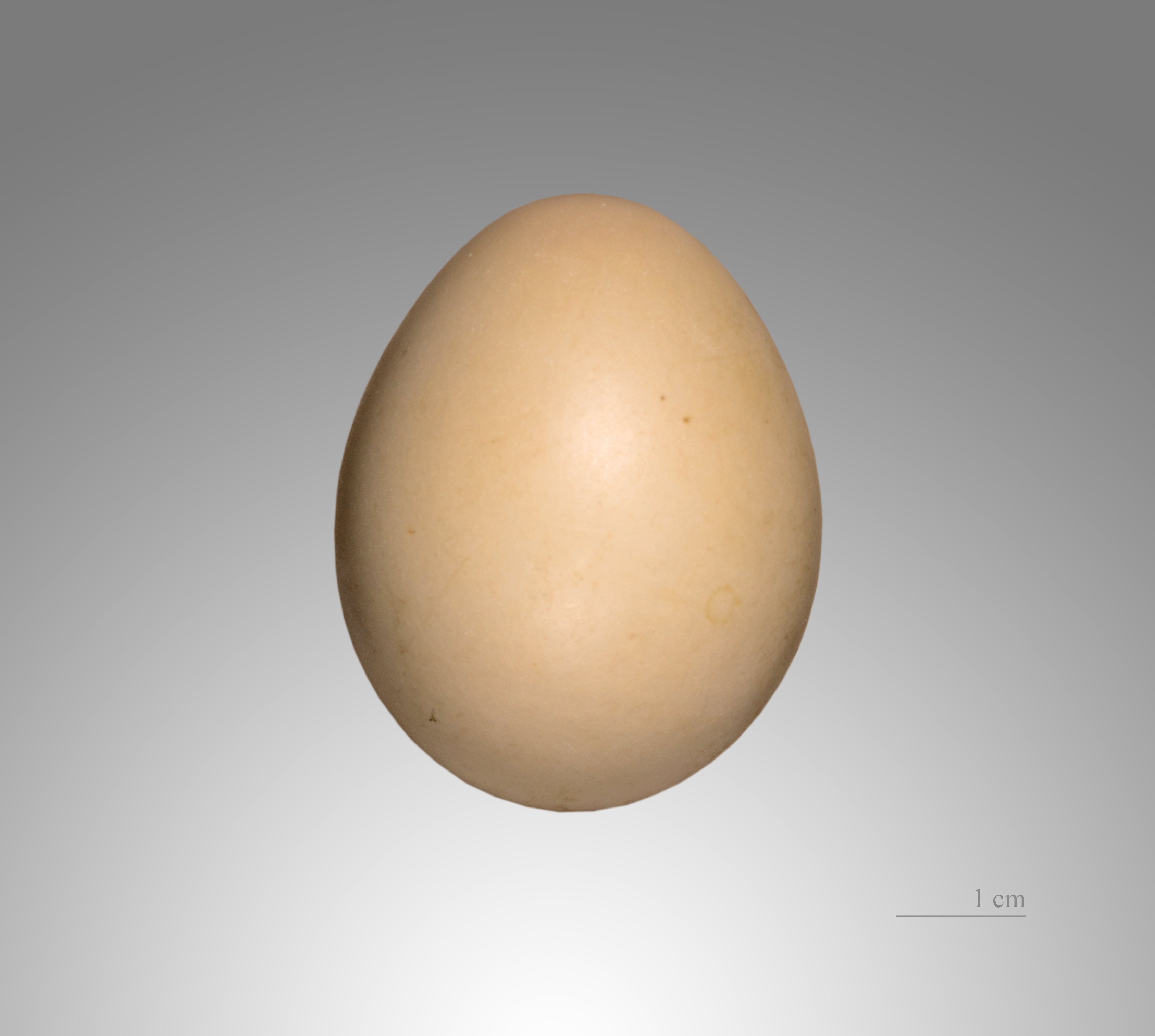
Ei des Goldfasans

Der Lebensraum dieser Art besteht aus subtropischen Dschungeln steiler Berghänge in Höhen bis zu 2500 m. Sie sucht auch Teepflanzungen, Feldraine und Terrassenplantagen in Randgebieten der Kulturlandschaft auf, ist aber nie auf offenen Flächen zu sehen und lebt überhaupt recht heimlich. Zur Übernachtung werden meist feste Plätze auf Ästen in einer Höhe um 3,5 m aufgesucht. In Großbritannien kommt der Goldfasan in 10–20 Jahre alten Nadelwäldern aus Lärchen oder Kiefern vor, in denen sich als Schlafplatz geeignete Dickungen mit lockereren Baumbeständen für die Nahrungssuche abwechseln. Zudem gibt es Vorkommen in Mischwäldern mit dichtem Unterwuchs aus Schneebeeren, Buchsbaum, Rhododendron und Schlehen.
Der Goldfasan lebt zur Brutzeit monogam und ist außerhalb derselben paarweise oder in Kleingruppen von bis zu drei Vögeln anzutreffen. Während Hennen bereits im ersten Lebensjahr geschlechtsreif werden, erfolgt dies bei Hähnen erst später und das Balzverhalten setzt erst im Juli oder August des zweiten Jahres ein. Junge Hähne vergesellschaften sich zuvor im Winterhalbjahr gern mit älteren Hähnen.
Zur Fortpflanzungszeit sind die Revierrufe der Hähne in kurzen Abständen zu hören. Bei Revierstreitigkeiten werden teils heftige Kämpfe ausgetragen. Die Balz setzt beim ersten guten Wetter ein und beginnt damit, dass der Hahn in schnellem Lauf mit abrupten Richtungswechseln die Henne umkreist. Ebenso abrupt nimmt er die Balzhaltung ein, bei der er sich auf hochgereckten Beinen seitlich zum Weibchen stellt und sich diesem mit leicht herabgesenktem Flügel präsentiert. Der Kopf wird mit gespreiztem Kragen gesenkt und die farbigen Partien des Rückens sowie der aufgefächerte Schwanz auffallend zur Schau gestellt. Dazu stößt der Hahn zischende Laute aus. In der ersten Zeit der Balz zeigt die Henne meist noch wenig Interesse, wendet sich ab und wird erneut vom Hahn verfolgt, der wiederum versucht, die Balzhaltung einzunehmen. Später fordert die Henne den Hahn mit geduckter Haltung und herabhängenden Flügeln zur Paarung auf, bei der der Hahn oft wild das Scheitelgefieder der Henne bepickt und Federn ausreißt. Nach erfolgter Kopulation flieht die Henne meist auf einen Baum.
Zur Eiablage und Bebrütung sondert sich die Henne vom Hahn ab. Das Gelege besteht aus 5–12 cremeweiß glänzenden Eiern von etwa 45 × 33 mm Größe. Die Brutdauer beträgt 22–23 Tage. Die Küken werden 1–2 Tage gehudert und dann geführt, wobei die Henne immer wieder füttert oder die Küken zu Nahrungsstücken hinlockt. Nach 12–14 Tagen übernachten die Jungvögel gemeinsam mit der Henne auf Bäumen.

## Übertragene Bedeutungen
Im alten China kennzeichnete der Goldfasan als Insigne eine Kaiserin und bei den Zivilbeamten bezeichnete er als Abzeichen eine bestimmte Rangstufe. Allgemein galt der Fasan als Symbol für Wohlstand, Glück und Schönheit.
In der Zeit des Nationalsozialismus war „Goldfasan“ eine vom Volksmund geprägte Invektive auf die in hell- und dunkelbraunen Parteiuniformen mit goldenen Abzeichen und der leuchtend-roten Hakenkreuzbinde auftretenden Politischen Leiter der NSDAP, deren Erscheinungsbild das politische Alltagserleben in Deutschland prägte und besonders während des Zweiten Weltkriegs die nationalsozialistische Zivilverwaltung in den von der deutschen Wehrmacht besetzten Gebieten repräsentierte. In ihrem Erinnerungsroman Die Ahnenpyramide beschreibt die Schriftstellerin Ilse Tielsch die klassische Vorstellung der vom Vater der autobiographisch gezeichneten Romanfigur Anni verächtlich „Goldfasane“ genannten Redner und Akteure plastisch als „dicke Männer in Parteiuniformen“, die pathetische Durchhalteparolen verkünden. In ähnlich abfälligem Sinn wurde Hermann Göring, der sich als Reichsmarschall in pompöse Phantasieuniformen kleidete und mit zahllosen Orden und Ehrenzeichen schmückte, auch „Lametta-Heini“ genannt.
Die Begriffe „Goldfasan“ und „hohes Tier“ verbindet eine rhetorische Analogie (beides sind Begriffe aus dem Tierreich). Der 2009 erschienene Kriminalroman von Jan Zweyer mit dem Titel Goldfasan behandelt dieses Thema in weiterem Sinne.